# Mylabris ghazniana
Mylabris ghazniana es una especie de coleóptero de la familia Meloidae.

## Distribución geográfica
Habita en Afganistán.